# Nestor (genre)
Sous-famille
Genre
Nestor est un genre d'oiseaux de la famille des Strigopidae. Ce genre est composé de trois espèces dont l'une est éteinte. On les appelle des Nestors, Kéa ou Kaka. Le Kéa et les nestors superbes vivent en Nouvelle-Zélande, tandis que le disparu Nestor de Norfolk vivait plus au nord, dans l'île Norfolk. L'espèce génétiquement la plus proche serait le Kakapo. Le ou les ancêtres des espèces de ce genre et de celui des kakapo se seraient séparés des autres Psittacidae, il y a 15 Ma.

## Liste des espèces
D'après la classification de référence (version 3.1, 2012) du Congrès ornithologique international (ordre phylogénique) :
- Nestor notabilis – Nestor kéa ou Kéa
- Nestor meridionalis – Nestor superbe
- †Nestor productus – Nestor de Norfolk

## Galerie

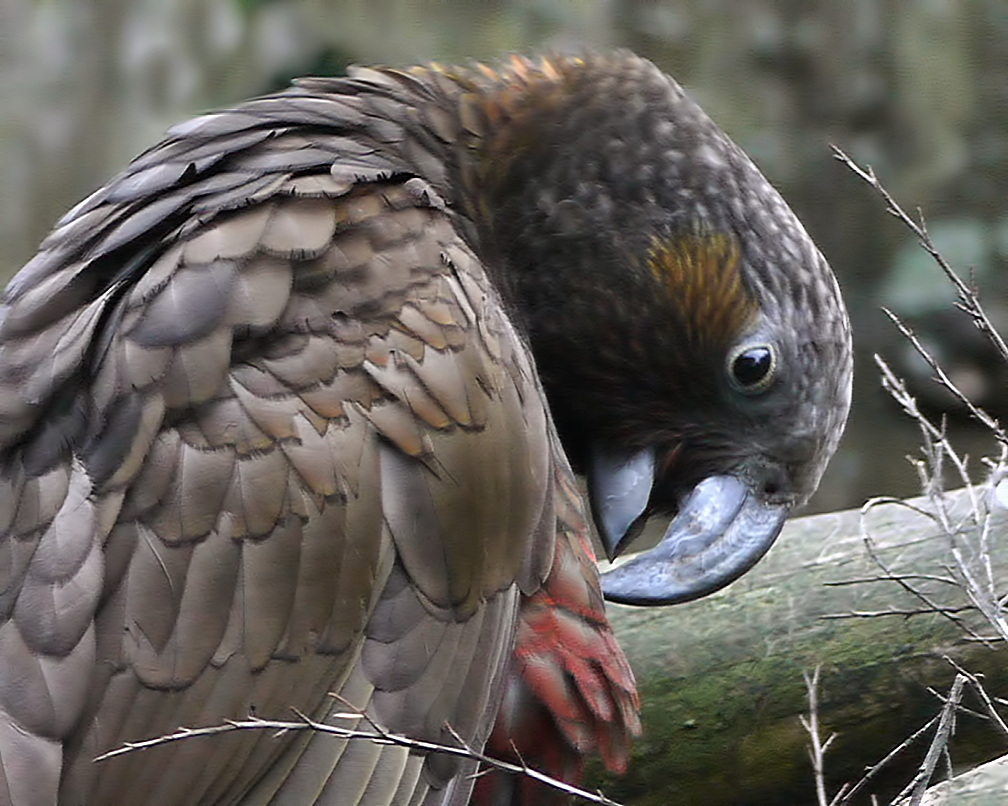
Nestor meridionalis
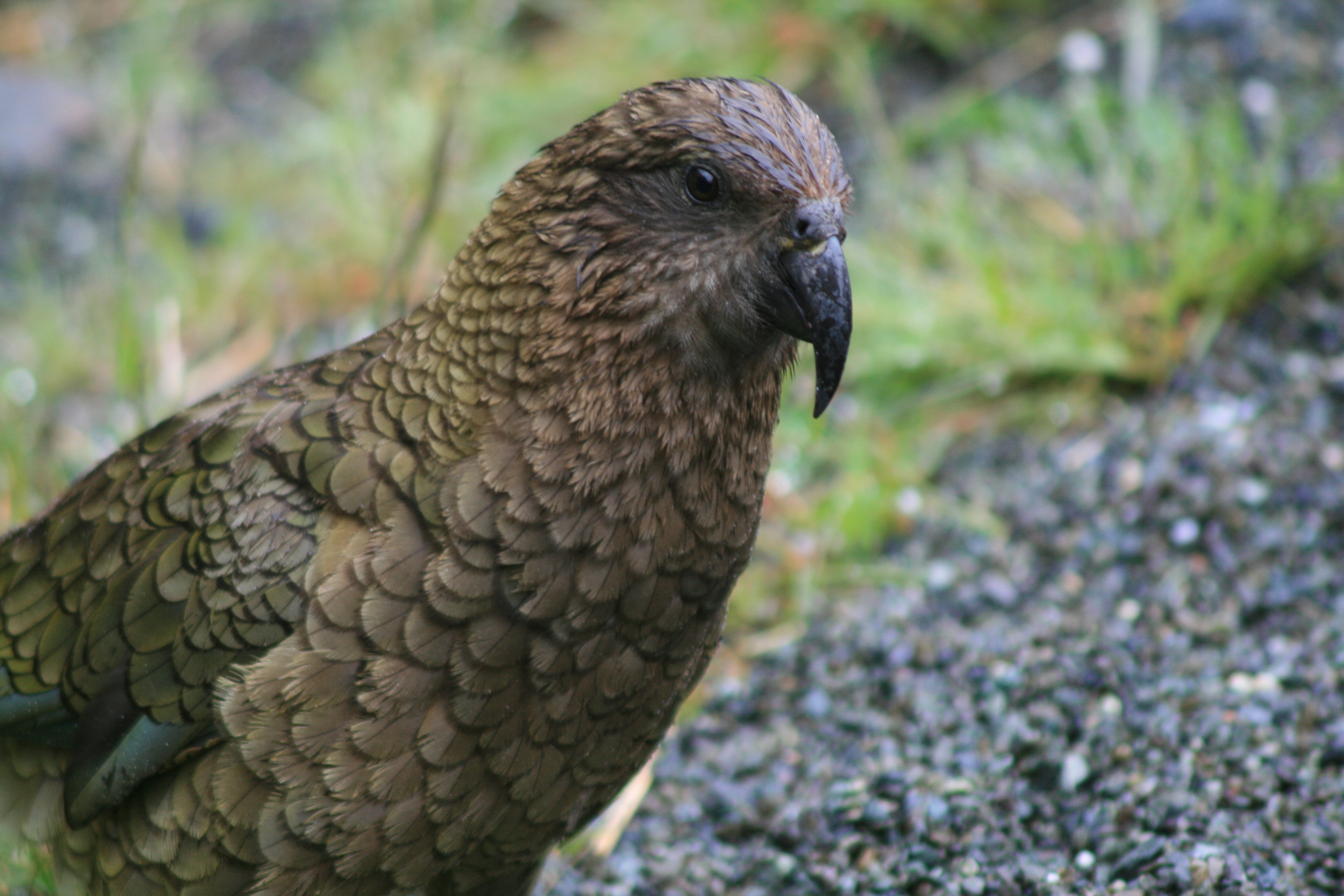
Nestor notabilis
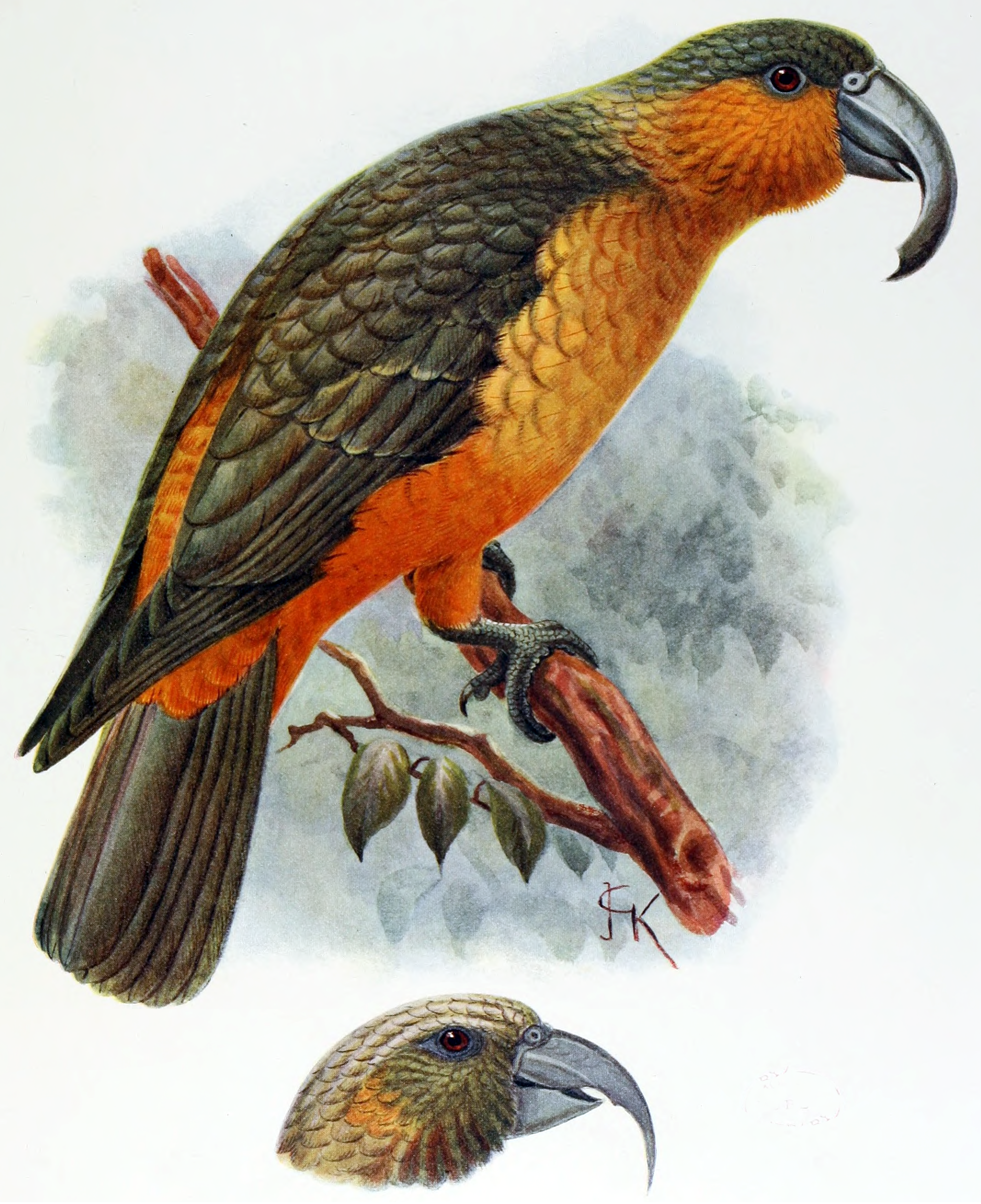
Nestor productus – Nestor de Norfolk †